# Ranuwurung (Randuagung)
Ranuwurung is een bestuurslaag in het regentschap Lumajang van de provincie Oost-Java, Indonesië. Ranuwurung telt 4853 inwoners (volkstelling 2010).